# Ciudad Bugambilias (México)
Ciudad Bugambilias (Guadalajara, México) es un fraccionamiento residencial exclusivo situado en el municipio de Zapopan, ubicado en la zona sur de la zona metropolitana de Guadalajara en el estado de Jalisco, México.
Fundado en 1975 como uno de los primeros desarrollos residenciales en la zona sur de la ciudad. Actualmente se encuentra establecido como uno de las urbanizaciones más emblemáticos de gran prestigio, que se enfoca en proveer áreas verdes comunales para sus habitantes. Debido a su ubicación se encuentra enclavado por el área poligonal de protección forestal del Cerro del Tajo y parte del Bosque de la Primavera.
Se distingue por estar habitada por personas de alto poder adquisitivo y familias establecidas del país.
Su entrada principal es a través de la Avenida López Mateos.
El área está custodiada por un sistema nuevo de vigilancia C5 introducido por la policía estatal y municipal en cooperación de seguridad privada.

## Geografía
Se encuentra dividido en dos secciones, la primera sección se localiza en el altiplanicie del bosque y la segunda sección está en el cerro directamente comunicada al bosque y cuenta con vistas panorámicas hacia la ciudad. La segunda sección panorámica ha reportado mejor calidad de aire comparado al resto de la ciudad debido a su proximidad al bosque.
Las áreas verdes se encuentran protegidas y cuenta con restricciones de construcción debido a su importancia ecológica y biodiversidad desde el 2018 por el INAH (Instituto Nacional de Arqueología e Historia), SEMARNAT (Secretaría de Entorno y Recursos Naturales), SCT (Secretaría de Comunicaciones y Transporte) y el gobierno del estado de Jalisco.

## Educación

### Colegios privados
Ciudad Bugambilias, al ser un fraccionamiento residencial, en el ámbito de educación cuenta con cinco colegios de carácter privado, de los cuales dos de ellos cuenta con todos los niveles de educación que van desde preescolar hasta bachillerato, así como tres colegios con nivel de educación básica (dos de preescolar y uno de primaria):
- Cumbres International School Guadalajara (Legionarios de Cristo. Niveles Preescolar, Primaria, Secundaria y Bachillerato)
- Instituto Alpes Bugambilias (Legionarios de Cristo. Niveles Preescolar, Primaria, Secundaria y Bachillerato)
- Instituto DaVinci Talentos (Nivel Preescolar)
- Jardín de Niños GUZYMARD (Nivel Preescolar)
- GUZYMARD Elementary School (Nivel Primaria)

## Economía

### Comercio
Con el objetivo de atender la demanda de los residentes de las dos secciones del Fraccionamiento y sus colonias circunvecinas a la misma, Ciudad Bugambilias cuenta con una variedad de negocios y tiendas de carácter local, nacional e internacional, entre ellos una tienda de conveniencia Oxxo de FEMSA Comercio; dos sucursales de Farmacias Guadalajara (Plaza Panorámica Bugambilias y Plaza Bugambilias); una sucursal de Farmacias Benavides; una tienda de autoservicio de origen mexicano Soriana Híper de Organización Soriana, la cual a su vez es la primera sucursal de dicha cadena lagunera-regiomontana en establecerse en el Área Metropolitana de Guadalajara y por ende de todo Jalisco inaugurada en 1994 inicialmente con el seudónimo de Hiperama; cadenas de restaurantes de comida rápida de origen internacional como Domino's Pizza y Little Caesars Pizza; cafeterías nacionales y trasnacionales como Starbucks y Café La Flor de Córdoba; algunos restaurantes y negocios de comida de índole local y nacional como Rosticería El Pechugón, Otto Taco, El Pargo, el puesto de comida de Súper Bugambilias, OLONG-CHA y Lonches Carlos, entre otros y tiendas de abarrotes locales como Abarrotes Bugambilias y Súper Bugambilias, además de contar con una tienda de servicio telefónico Telmex, el cual se encarga de brindar servicio al fraccionamiento y a sus colonias circunvecinas en cuanto a asuntos de telefonía y tecnología.

#### Centros Comerciales
Actualmente, Ciudad Bugambilias cuenta con cuatro centros comerciales, los cuales contienen en su oferta comercial tanto negocios de carácter local como tiendas de renombre de índole nacional e internacional:
En el año de 1994 se inaugura al público su primer centro comercial Plaza Bugambilias, el cual consiste en un centro comercial del tipo community center enfocado al uso diario, entretenimiento y gastronomía ubicada al centro de la sección baja del fraccionamiento, en el que a su vez surge allí mismo la primera sucursal de la cadena mexicana de origen lagunero-regiomontano Tiendas Soriana del Estado de Jalisco bajo el formato de Soriana Híper (inicialmente inaugurada con el seudónimo de Hiperama) como tienda ancla principal de la misma. Asimismo, dentro de la misma se encuentran sucursales bancarias, restaurantes, una pista de hielo y tiendas, sucursales bancarias y restaurantes de renombre local, nacional e internacional, entre las que se destacan Starbucks, Little Caesars Pizza, Citibanamex, BBVA, Santander, Domino's Pizza, Farmacias Guadalajara, Dolphy, Café La Flor de Córdoba, Otto Taco y Sally Beauty entre otras, esto con el objetivo de atender la demanda comercial, tanto de los residentes de las dos secciones del Fraccionamiento Ciudad Bugambilias así como de las colonias y fraccionamientos colindantes a la misma (Santa Ana Tepetitlán, Agrícola, Miguel de la Madrid, Agua Blanca Poblado, Agua Blanca Industrial, Agua Blanca Sur, El Mante, Francisco Sarabia, Bugambilias Country El Palomar y El Campanario, entre otras colonias circunvecinas).
Tiempo después, en el año 2011 se inaugura al público su segundo centro comercial Plaza Panorámica Bugambilias, la cual consta de una plaza comercial de cuatro niveles enfocada principalmente al entretenimiento y gastronomía, el cual cuenta con tiendas y restaurantes, mayoritariamente de carácter local así como una sucursal de Farmacias Guadalajara. Anteriormente se contó con una tienda Superama de la trasnacional Walmart de México y Centroamérica con ancla principal de la plaza desde el mes de octubre de 2011 hasta su cierre definitivo a finales de 2016, esto debido a sus bajas ventas y la poca rentabilidad de la sucursal. 
Tiempo después surgen dos centros  comerciales del tipo plaza express en el Circuito de las Flores Oriente como lo son Plaza Flores y Plaza Tulipanes Bugambilias, los cuales cuenta con tiendas, restaurantes y puestos de comida mayoritariamente de índole local, esto con el objetivo de cubrir la demanda de la zona oriente de la sección baja del fraccionamiento.

## Sitios de interés
Ciudad Bugambilias, al ser un fraccionamiento de tránsito libre con seguridad privada, además de los centros comerciales establecidos dentro de las dos secciones, cuenta también con una gran variedad de atractivos y parques bastos en áreas verdes, entre ellos El Cerro de Bugambilias (el cual posee una conexión con la parte alta del Bosque de la Primavera), el parque lineal que va desde la Avenida de las Magnolias hasta la Glorieta de los Pinos en el Circuito de las Flores Poniente detrás del Bulevar Bugambilias, algunos parques como La Glorieta de los Pinos (con conexión vial directa con la sección alta), el parque principal del Bulevar Bugambilias frente a Plaza Bugambilias y el parque de los Colonos, además 
de pequeños parque particulares ubicadas en distintos puntos del fraccionamiento. 
Otros puntos de interés que se destacan son el Bosque Urbano Bugambilias, ubicado justamente en la entrada principal al fraccionamiento por el paso a desnivel de la Avenida Adolfo López Mateos Sur, el cual se divide en dos sentidos, así como glorietas con áreas verdes y árboles diversos como la Glorieta de Plaza Bugambilias, la Glorieta del Circuito Oriente y la Glorieta de Mariano Otero.

### Clubes privados
- Bugambilias Club